# Sangnam-myeon, Inje-gun
Sangnam-myeon (koreanska: 상남면) är en socken i kommunen Inje-gun i provinsen Gangwon i den norra delen av Sydkorea, 120 km nordost om huvudstaden Seoul. Den västra delen av Seoraksan nationalpark ligger i Buk-myeon. 